# Adversvm
Adversvm ist eine 2016 gegründete Funeral-Doom-Band.

## Geschichte
Adversvm ging 2016 aus dem Black-Metal-Projekt Adversum hervor, nachdem Sänger, Gitarrist und Bassist S.B. einen Stilwandel anstrebte. Er formierte die ursprünglich als Studioprojekt gedachte Band mit unterschiedlichen Session-Mitgliedern. Nach Veröffentlichung des Debüts zog S.B. weitere Musiker hinzu und stellte die Entwicklung hin zu einer Band aus fünf Personen dar. In den folgenden Jahren erschienen weitere Alben der Gruppe.

## Werk und Wirkung
Mit dem Wandel von Adversum zu Adversvm orientierte sich S.B. musikalisch verstärkt am Funeral Doom, derweil er dem ideologischen Überbau des Black Metals weiter nachging. Die Gruppe verfolgt lyrisch und klanglich ein antikosmisches Konzept mit Verweisen auf Eschatologie, Okkultismus und Chaosgnostizismus das auf allen Veröffentlichungen präsent ist. Nach einem Demo im Selbstverlag 2017 veröffentlichte die Band das Debüt Aion Sitra Ahra 2018 über Iron Bonehead Productions und das zweite Album Dysangelion 2019 über Moribund Records. Beide Alben wurden von Rezensenten überwiegend positiv beurteilt.

### Songwriting und Konzept
Als musikalisches Ziel benennt S.B. einen kraftvollen, dunklen und morbiden Klang. Um diesen zu erreichen bemühe die Band einen Planungsprozess. So erläuterte S.B. im Interview mit dem Magazin Deaf Forever, dass das „Ergebnis in Sachen Sound […] nicht nur auf die Arbeit am Material zurück [ginge], sondern auch auf die Planung der Instrumente, der Aufnahme, Noise und Samples, die Bestandteil“ der Musik seien. Als konzeptionelle Klammer gilt für Adversvm ein okkultistischer Rahmen der sich dem Pfad zur linken Hand, insbesondere dem Chaosgnostizismus, widmet. Das antikosmische Konzept des Projektes wird mit jenem des Temple of The Black Light assoziiert. Lyrische und gestalterische Verweise auf Mystik, Blasphemie, Qliphoth, Theologie und Apokalyptik dienen einem antikosmischen Impetus der das Gesamtwerk des Projektes umfasst.

„The idea behind Adversvm was to create art darker than Death Metal, Black Metal or usual Funeral Doom and to manifest this sound through chaos, death and the end time of status quo.“

„Die Idee hinter Adversvm war es eine Kunst zu erschaffen die dunkler als Death- und Black-Metal oder der übliche Funeral Doom ist und diesen Klang in Chaos, Tod und die Endzeit des Status Quo zu manifestieren.“

### Stil
Der inhaltlichen Ausrichtung ähnlich beurteilen Rezensenten die Musik als Versuch eines thematischen wie musikalischen Crossovers zwischen Black Metal und Funeral Doom. Das „Ziel von Adversvm sei es, prototypischen Black Metal in ihrem Funeral Doom aufzunehmen“ und dabei „Tremolo-Sound und unverzerrte Akkorde zu integrieren um eine expansive Funeral-Doom-Klanglandschaft zu verwirklichen, die häufig durch Einpflegen einiger Keyboard-und Streicher-Klänge gefüllt“ würde. Die dabei entstehende Musik wird von Kritikern wie Musikern gleichermaßen primär dem Funeral Doom zugerechnet. Vereinzelt wird auf ein weiteres Präfix zurückgegriffen und die Musik, insbesondere ob ihres ideologischen Hintergrunds als „Blackened Funeral Doom“ betitelt, wodurch eine Verbindung zum Black Metal und besonders zum Black Doom dargestellt wird.
Die Band verkörpere mit ihrem Klang „Funeral Doom in seiner ganzen Langsamkeit, Schwere und Hoffnungslosigkeit.“ Adversvm habe sich hierbei einem „entrückten, geisterhaftem Funeral Doom der ganz besonderen Art verschrieben“. Die Musik kombiniert ein als massiv bewertetes Riffing, besonders tiefes gutturales Growling und elektronische Klang-Collagen mit einer als hallig beschriebenen Produktion. Das Schlagzeugspiel wird als „gut akzentuiert“ wahrgenommen. Das Tempo variiert gelegentlich, bleibt jedoch vornehmlich im langsamen Bereich. Zum einordnenden Vergleich werden insbesondere Genreinterpreten wie Ahab, Skepticism, My Dying Bride, Tyranny und Evoken angeführt.

### Rezeption
Die Studioalben wurden international rezipiert. Die Beurteilungen reichten von vereinzelt unterdurchschnittlichen Wertungen bis hin zu diversen Lobpreisungen als künstlerische Weiterentwicklung des Genres.

#### Aion Sitra Ahra
Das Debüt Aion Sitra Ahra fand international überwiegend positiven Widerhall. Im deutschsprachigen Raum wurde es „ein beeindruckendes Funeral Doom – Werk [sic!]“ sowie „ein massiver Klumpen Funeral Doom, der eine gewisse Geisterhaftigkeit in sich birgt und der zudem eine gehörige Black-Prise beinhaltet“ genannt. Eher durchschnittlich urteilte derweil Björn Backes für Powermetal.de mit 5,5 von zehn möglichen Punkten, da es dem Album an Schlüsselreizen fehle, die „die Hörerschaft […] gefangen“ nehmen. Peter Mildner nannte es für Metal.de bei sieben von zehn Punkten „megalithisch und gleichzeitig von erdrückender Lebensleere erfüllt.“ Leimy schrieb über das Debüt im Deaf Forever, es sei ein „[w]ahnsinnig starkes Debüt!“ und vergab neun von zehn optionalen Punkten. In internationalen Rezensionen wurde das Album ebenso durchschnittlich bis positiv beurteilt. Mit Aion Sitra Ahra präsentiere sich Adversvm als „eine großartig klingende Funeral Doom Band“. Lediglich auf den Seiten des Webzines Angry Metal Guy wurde das Album mit zwei von fünf Punkten unterdurchschnittlich bewertet. Dabei sei es kein schlechtes Album, allerdings auch keines, das gut oder empfehlenswert sei, schrieb Grymm. Mit 3,5 von fünf Punkten als eher durchschnittliches Album versah The Great Mackintosh das Album für The Independent Voice bei einer ähnlichen Beurteilung. So schrieb er, dass Aion Sitra Ahra kein schlechtes Album sei, jedoch eine entsprechende Stimmung und Neigung erfordere. Für das Webzine Grizzly Butts erhielt Aion Sitra Ahra hingegen vier von fünf Punkten, da das Album mit „stoischem Selbstvertrauen“ und ausreichend zerstörerischen Elementen des Death Metal angereichert sei, „um einen überdurchschnittlichen Eindruck zu hinterlassen“. Acht von zehn Punkten vergab Reverend Darkstanley auf den Rezensionsseiten des Webzines Ave Noctum, Aion Sitra Ahra sei ein „gut ausgeführtes Stück Blackened Funeral Doom“. Jamie McGregor besprach das Album für Cvlt Nation und nannte es „ein ansprechendes Hörerlebnis“. Für das italienische Webzine Metaleyes.IYEzine vergab Stefano Cavanna acht von zehn Punkten und beschrieb das Debüt als „eine wirklich willkommene Überraschung“ und einen vielversprechenden Auftakt einer Band, von der noch viel zu erwarten sei. Insbesondere dies gemahnte „große Potenzial“ bescheinigte auch Michele Mura in einer für Metallized.it verfassten Besprechung.

#### Dysangelion
Dysangelion wurde gegenüber dem Debüt national wie international geringer beachtet. Dennoch blieben die Rezensionen durchgehend positiv. Adrian vom Pest Webzine beschrieb das Album als ein „solider Anwärter auf die Spitzen des Genres“. Ähnlich überschwänglich hielten sich die Besprechungen, so unterscheide sich das Album „von vielen anderen extremen Metal-Veröffentlichungen“ insbesondere durch das schichtweise Arrangieren der Gitarrenspuren, das in dieser Form mit den Konventionen des Genres breche. Gerade in diesem Spiel gegen die Hörgewohnheiten funktioniere das Album sehr gut, womit es von Wilcifer für Abysmal Hymns 8,5 von zehn Punkten erhielt. Gerade solche nuancierten Neuerungen im Genre wurden von Rezensenten begrüßt. Den „Beginn eines neuen Kultes“ um die Band und den Anfang eines „legendären Status“ als eine der führenden Funeral-Doom-Bands, sah Francisco Javier unter ähnlicher Begründung in dem Album, das er für The Sleeping Shaman besprach. Ebenso schätzte Will Travers, der dem Album für Metal-Temple acht von zehn Punkten gab, dass Adversvm sich mit der kreativen Weiterentwicklung des Genres an die Spitze desselben setzen würden. 666MrDoom rief auf Seiten des Webzines My Rock News im Bezug auf das Dysangelion sogleich den Eintritt in „eine neue Doom-Ära“ aus. Dabei gelänge es, so Gianluca ‘Corpsegrinder’ Panzeri für Metal.it, der Band auf Dysangelion „Trostlosigkeit und Elend zu vermitteln“. Auch Alex von Metalreviews schrieb dem Album eine Sogkraft zu, die „unausweichlich wie beängstigend“ sei und derweil keine Katharsis beinhalte, sondern das Gefühl von Trauer und Depression beim Hörer nur verstärke.

#### Vama Marga
„Geheimnisvoll beklemmend schwerblütig bizarr“ sei das dritte Studioalbum, schrieb Michael Toscher für FFM Rock, und vergab 8,8 von 10 Punkten für das 2023 über Moribund Records veröffentlichte Album. Auch die weitere internationale Resonanz fiel ausgesprochen positiv aus. Baka von Zephyr’s Odem vergab mit 8,7 von 10 eine ähnlich hohe Punktzahl und schrieb, dass die Band wisse „gute Songs zu schreiben und zu arrangieren“. System von Evilized räumte ein, dass sich die Musik nicht mehr als puristischer Funeral Doom kategorisieren ließe, so sei Vama Marga „ein wirklich überzeugendes Album geworden, das enorm von seiner stilistischen Vielschichtigkeit profitiert. Es [sei] hervorragend gelungen, die todesmetallischen Akzente in den schleppenden Funeral Doom Metal zu integrieren, ohne dass dies holprig wird.“ Schankwirt Arnie von Bleeding4Metal lobte Vama Marga als „ein Kunstwerk, welches am Stück gehört ein durchaus interessantes Gesamtbild ergibt und auch nur so seine volle Wirkung entfalten kann“ und vergab 8 von 10 Punkten. Für Metal Revolution wurde das Album von Bato mit der gleichen Wertung versehen. Bato schrieb hinzu, dass Vama Marga „eine völlig unvorhersehbare und beklemmende, aber dennoch atmosphärische und  mesmerisierende Reise von langsamen Tiefen zu wütenden Feuern und zurück in die eisigen Abgründe der Seele“ sei. Auch Justin Wittenmeier nutze die Metapher einer Reise und schrieb, dass Vama Marga eine Reise sei, „die es wert ist, gewagt zu werden.“ Auch er vergab 8 von 10 Punkten.